# Kojatice (Třebíči járás)
Kojatice település Csehországban, a Třebíči járásban. Kojatice Dešov, Rácovice, Třebelovice, Dědice, Hornice, Nimpšov és Nové Syrovice településekkel határos. Lakosainak száma 261 fő (2024. január 1.).

## Népesség
A település lakosságának változását az alábbi diagram mutatja:
| Lakosok száma | 380  | 397  | 384  | 491  | 513  | 370  | 260  | 277  | 251  | 261  |
|               | 1869 | 1890 | 1921 | 1950 | 1980 | 2001 | 2017 | 2019 | 2022 | 2024 |